# ونکتپورم، کورنول
ونکتپورم، کورنول (به انگلیسی: Venkatapuram, Kurnool) یک روستا در هند است که در آندرا پرادش واقع شده‌است.

## خصوصیات
ونکتپورم ۲۱۶ متر بالاتر از سطح دریا واقع شده‌است.